# Очина де Сус (Прахова)
Очина де Сус (рум. Ocina de Sus) насеље је у Румунији у округу Прахова у општини Адунаци. Oпштина се налази на надморској висини од 660 m.

## Становништво
Према подацима из 2002. године у насељу је живело 1228 становника, од којих су сви румунске националности.